# Onthophagus venzoi
Onthophagus venzoi là một loài bọ cánh cứng trong họ Bọ hung (Scarabaeidae).